# New Sharon
New Sharon és una població dels Estats Units a l'estat d'Iowa. Segons el cens del 2000 tenia 1.301 habitants.

## Demografia
Segons el cens del 2000, New Sharon tenia 1.301 habitants, 540 habitatges, i 361 famílies. La densitat de població era de 534,4 habitants/km².
Dels 540 habitatges en un 30,7% hi vivien nens de menys de 18 anys, en un 56,9% hi vivien parelles casades, en un 8,1% dones solteres, i en un 33,1% no eren unitats familiars. En el 30,7% dels habitatges hi vivien persones soles el 17,8% de les quals corresponia a persones de 65 anys o més que vivien soles. El nombre mitjà de persones vivint en cada habitatge era de 2,3 i el nombre mitjà de persones que vivien en cada família era de 2,87.
Per edats la població es repartia de la següent manera: un 23,9% tenia menys de 18 anys, un 7,8% entre 18 i 24, un 23,9% entre 25 i 44, un 19,9% de 45 a 60 i un 24,4% 65 anys o més.
L'edat mediana era de 41 anys. Per cada 100 dones de 18 o més anys hi havia 82,3 homes.
La renda mediana per habitatge era de 36.125 $ i la renda mediana per família de 42.829 $. Els homes tenien una renda mediana de 33.125 $ mentre que les dones 21.739 $. La renda per capita de la població era de 17.280 $. Entorn del 7,8% de les famílies i el 10% de la població estaven per davall del llindar de pobresa.

## Poblacions més properes
El següent diagrama mostra les poblacions més properes.